# Stempellina reissi
Stempellina reissi är en tvåvingeart som beskrevs av Lehmann 1981. Stempellina reissi ingår i släktet Stempellina och familjen fjädermyggor.
Artens utbredningsområde är Kongo. Inga underarter finns listade i Catalogue of Life.